# Skyddsrum

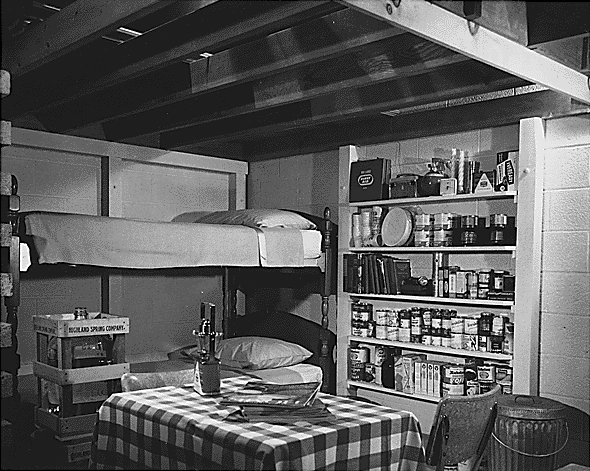
Ett amerikanskt privatskyddsrum från 1957.

Ett skyddsrum, i vissa fall kallat bunker, är en lokal eller ett utrymme avsedd att skydda människor och materiel mot skador från olika typer av stridsmedel. Skyddsrummet är oftast en byggnadstekniskt förstärkt lokal, till exempel som del av källaren i en byggnad, men förekommer också som fristående lokaler. Skyddsrum introducerades som ett försvar mot flygbombning i början av 1900-talet och blev mycket vanligt förekommande i framförallt europeiska städer från och med andra världskrigets utbrott. Skyddsrummen är konstruerade för att kunna skydda mot alla de stridsmedel som kan komma att användas. De skyddar mot såväl stötvåg och splitter som gasbeläggning, biologiska stridsmedel, brand och joniserande strålning. 
Skyddsrum finns av flera typer. Vissa är endast avsedda att skydda mot tryckvågor eller splitter från konventionella vapen medan andra är avsedda att kunna skydda mot massförstörelsevapen såsom kärnvapen och gasattacker. Skyddsrummen skall även kunna nyttjas vid olyckor och katastrofer som kan uppstå i fredstid. 
Begreppet skyddsrum är också en juridisk term som definierar vad en stat anser vara ett ändamålsenligt skyddsrum, vilket betyder att en lokal är endast ett skyddsrum i officiell mening om staten anser det vara det. För svensk del finns reglerna definierade i lagen om skyddsrum (SFS 2006:545). Vad som i praktisk mening kan fungera som ett skyddsrum kan däremot vara i princip vilket utrymme som helst. Några typiska anläggningar som kan användas som improviserade skyddsrum är källarnedgångar, tunnlar och tunnelbanor.

## Sverige

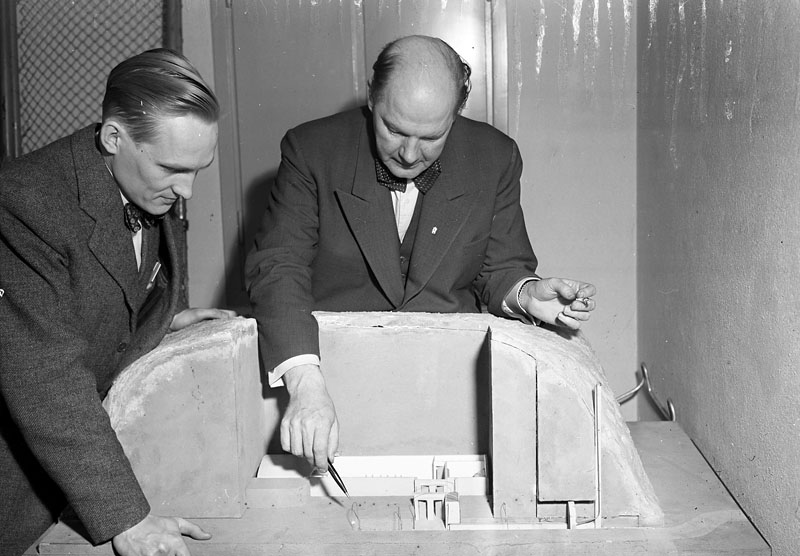
Två ingenjörer från Civilförsvarsbyrån studerar en modell av ett nytt bergfast skyddsrum, 1950.

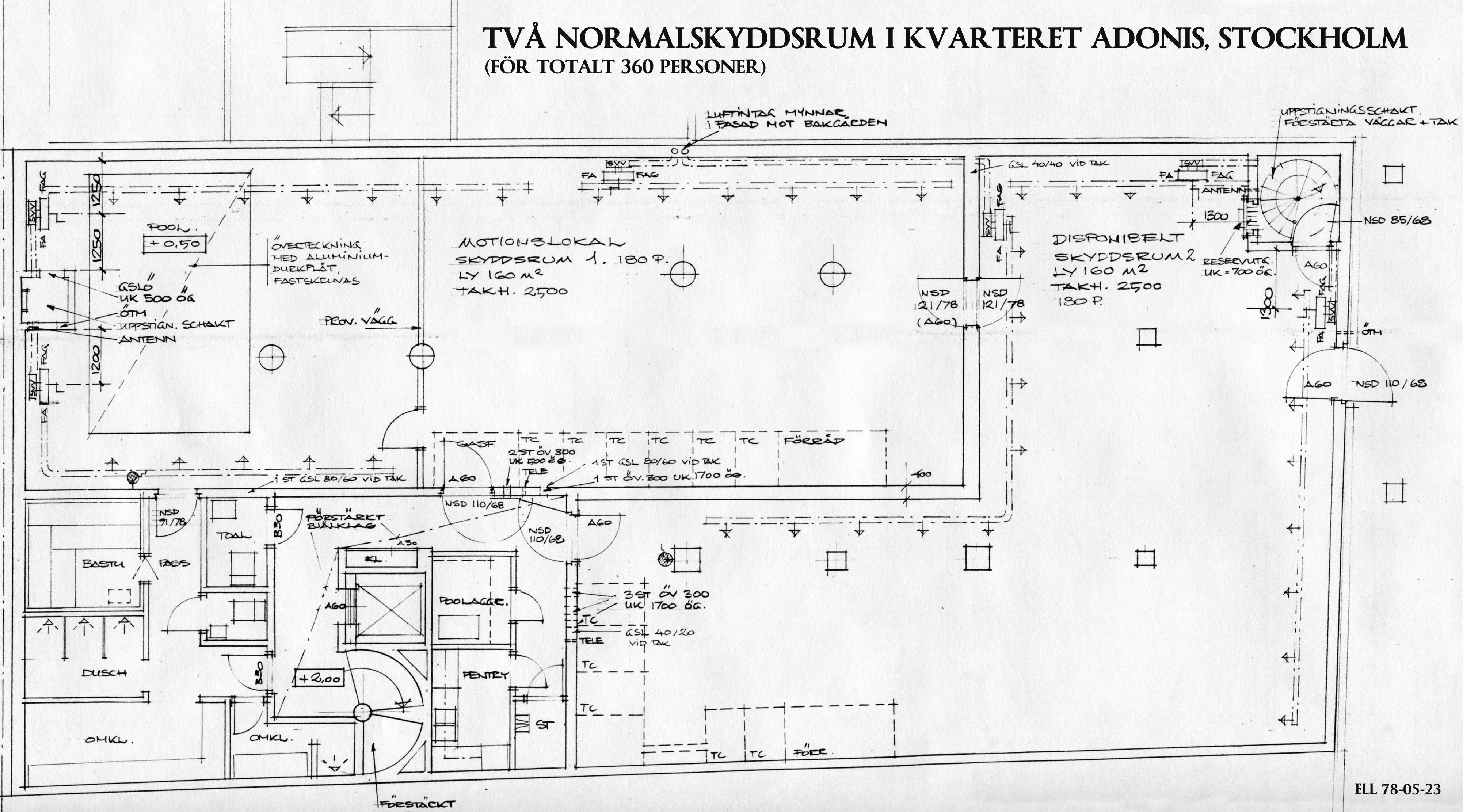
Två normalskyddsrum för sammanlagd 360 personer skyddsrumsritning från 1978.

Officiell skyddsrumsskylt

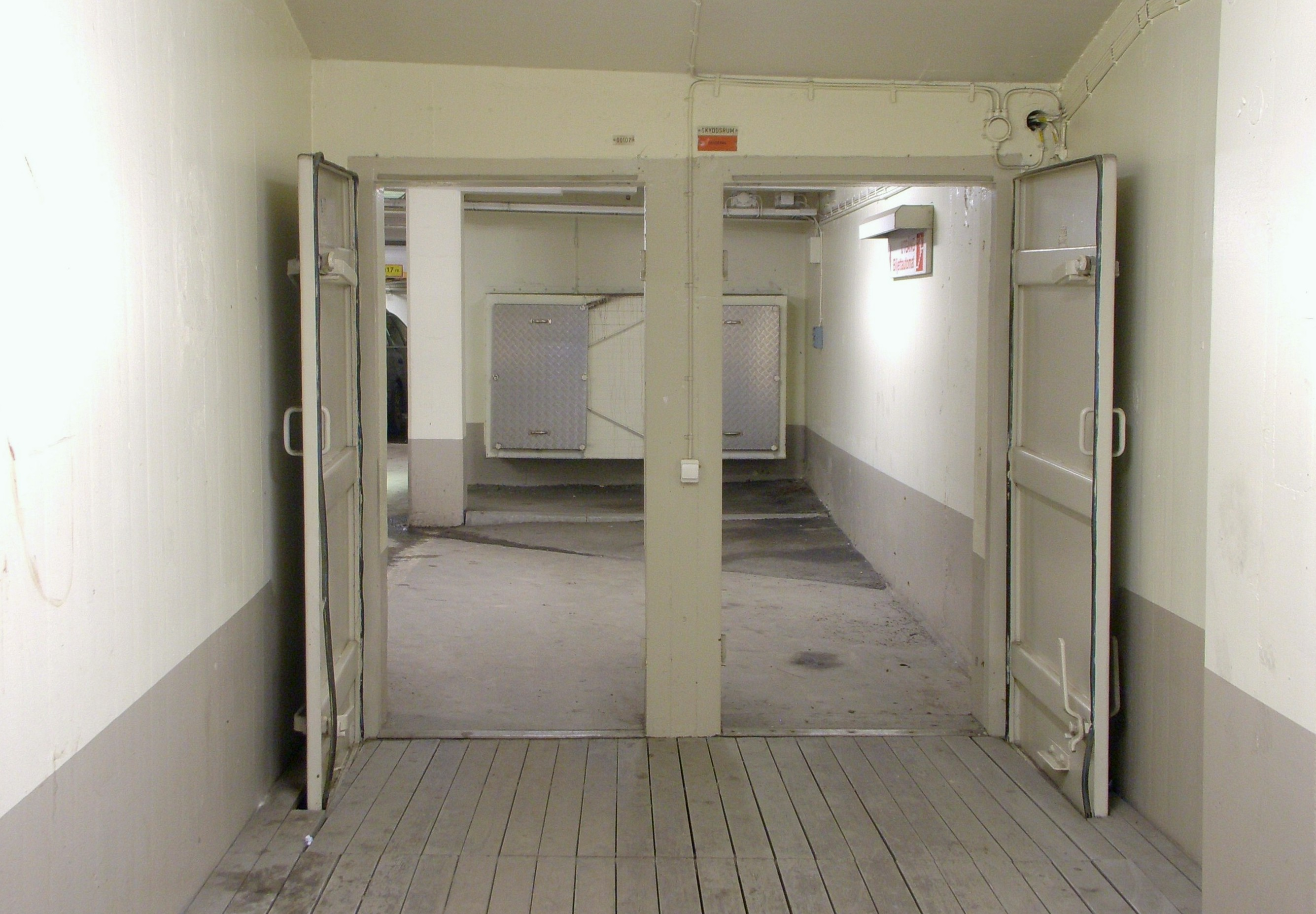
Ingång till en gassluss i Skyddsrummet Hötorget, Stockholm, 2012.

Trots att flygbombning introducerades före första världskriget var det först under mellankrigstidens senare del som frågan om ett civilt luftskydd i Sveriges större städer blev aktuellt. Innan dess ansågs inte ett luftförsvar vara nödvändigt på grund av Sveriges geografiska läge och flygteknikens begränsningar. Möjligheten att försvara Sveriges städer genom militära medel som luftvärn och jaktplan ansågs därtill för komplicerat, osäkert och kostsamt. När frågan aktualiserades igen ansåg den socialdemokratiska regeringen med Per Albin Hansson i spetsen att en civil myndighet i nära samarbete med en frivilligorganisation skulle vara mest ändamålsenlig. År 1937 sattes planen i verket och i och med inrättandet av luftskyddslagen (SFS 1937:504), blev skyddsrum ett föremål för svensk lag. Ansvaret för att planera, inrätta och underhålla skyddsrum blev en kärnverksamhet för den nya organisationen Luftskyddsinspektionen.
Ett år efter att Luftskyddsinspektionen bildades, år 1938, och ett år innan utbrottet av andra världskriget, tog Stockholms stadsfullmäktige upp frågan om inrättande av ett antal större skyddsrum i Stockholm. Man framhöll att det "under de senaste oroliga veckorna framstått som en brådskande och oerhört viktig angelägenhet att Stockholms stad på ett effektivt sätt sörjer för befolkningens skyddande mot eventuella anfall från luften".
Efter andra världskrigets slut fortsatte den Svenska regeringen att hålla hög beredskap för civilbefolkningens luftskydd. Ett anfall med kärnvapen utgjorde ett nytt hot och tvingade fram nya planeringsstrategier. Dels skulle städernas invånare evakueras, dels skulle de kvarvarande finna skydd i några stora befolkningsskyddsrum. I Stockholm byggdes exempelvis Johannes skyddsrum (klart 1955), som var världens första fullt färdiga atombombssäkra civila skyddsrum och Katarinabergets skyddsrum (klart 1957) som var världens största atombombssäkra civila skyddsrum. Det senare kunde ge plats åt 20 000 människor. I Göteborg byggdes en anläggning i Otterhällan.
I slutet av 1970-talet ändrades efterkrigstidens planeringsinriktning med några enstaka stora befolkningsskyddsrum och samtidig evakuering. Nu skulle det byggas skyddsrum i ett stort antal orter, också i de större städernas centrala delar. Under 1980-talet var många skyddsrumsplatser byggda eller planerade. Försvarsbeslutet 1987 innebar att skyddsrumsbyggandet i högre grad än tidigare skulle inriktas på sådana områden inom en ort där mer betydande risker ansågs finnas för civilbefolkningen. Nu var det fastighetsägarens skyldighet att anordna civila, så kallade normalskyddsrum, om behov förelåg. I samband med varje bygglovsansökan vid nybyggnader eller tillbyggnader krävdes ett skyddsrumsbesked, där kommunen bestämde hur många nya skyddsrumsplatser det skulle behövas. Fanns behov av att anordna nya platser så var det byggherrens skyldighet att låta projektera, bygga och underhålla skyddsrummet. Kommunen betalade, efter godkänd besiktning, ut en schablonmässig ersättning som i regel täckte byggherrens merkostnader. Skyddsrummet kunde i fredstid användas för civila ändamål, oftast som förråd. Fastighetsägaren hade dock ansvar att skyddsrummet kunde återställas och tas i bruk inom 48 timmar.
Ett skyddsrum i Sverige ska kunna ställas i ordning för sitt ändamål inom två dygn. När det är fara för krig tillämpas ett beredskapslarm. Larmet består av ljudsignaler i 30 sekunder med 15 sekunders uppehåll. När larmet tjuter ska man lyssna på radion, snabbt ordna så att man kan lämna sin bostad, undvika att använda sin telefon timmarna efter larmet och ta reda på var närmaste skyddsrum finns och hjälpa till att ställa i ordning det.
Ett normalskyddsrum för exempelvis 180 personer krävde en nettoyta av minst 135 m² (0,75 m²/person). För dessa personer fanns sex torrtoaletter och ett vattentappställe samt hinkar, spadar och annan redskap. Skyddsrummet kunde ventileras med handdrivna och filterförsedda ventilationsanläggningar och blev skyddsrumsentrén blockerad kunde man ta sig ut via reservutgångar. Alla utrustnings- och inredningsdetaljer avsedda för skyddsdrift förvarades i skyddsrumsförrådet.
I Sverige skiljer man mellan "skyddsrum" och "skyddat utrymme". Med skyddade utrymmen avses ett utrymme som utformas och utrustas så att det ger ett skäligt skydd mot radioaktiv strålning och splitter samt i särskilt utsatta områden mot byggnadsras. Skyddade utrymmen har en lägre skyddsförmåga och anordnas först under höjd beredskap om inte regeringen eller den myndighet som regeringen bestämmer beslutar att så skall ske redan dessförinnan. Enligt utredningen SOU 2004:135 (december 2004) föreslås att begreppet "skyddat utrymme" tas bort.
Sedan 1 september 2006 handläggs frågan om skyddsrum av Räddningsverket, SRV, som senare har uppgått i Myndigheten för samhällsskydd och beredskap. Sedan det kalla kriget upphörde kring 1990, och risken för storkrig i Europa därmed minskat, byggs det mycket få allmänna skyddsrum i landet. Genom nya hot som terrordåd och liknande har dock intresset för fungerande skyddsrum stigit igen. I Sverige finns drygt 65 000 skyddsrum med tillsammans ungefär sju miljoner skyddsplatser.

### Stockholms län
Det finns omkring 14 500 skyddsrum av varierande storlek med sammanlagt ca 1,7 miljoner platser i Stockholms län. I Stockholms innerstad, där det saknas många skyddsrumsplatser, har 18 tunnelbanestationer förberetts för att snabbt kunna iordningställas som skydd för befolkningen. Ungefär 190 000 personer, eller 10 procent av befolkningen i länet, skulle inte få plats i de skyddsrum som finns idag.

## Finland

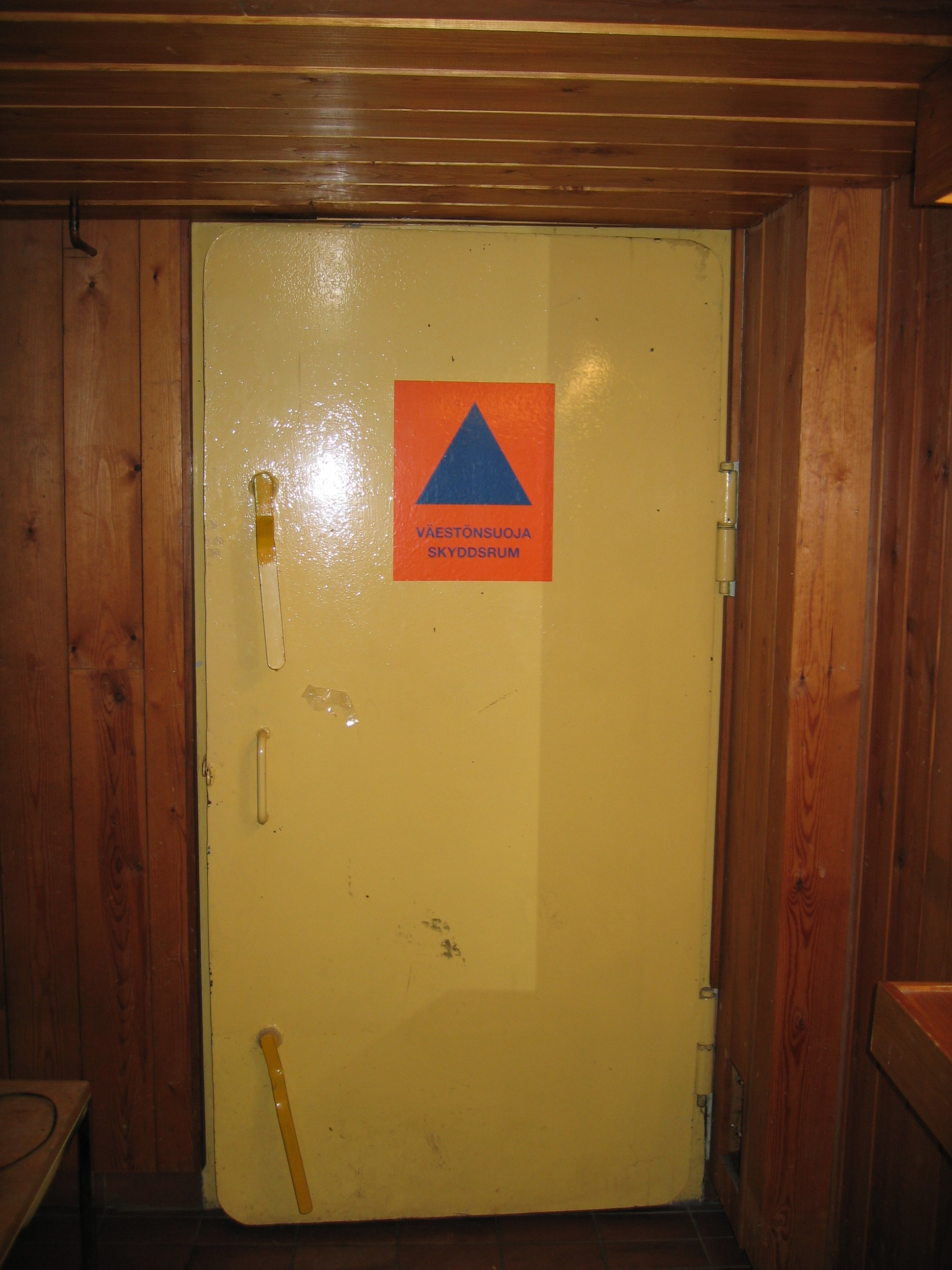
Dörr till finländskt skyddsrum av typ S1.

I början av 2020 fanns det i Finland 54 000 skyddsrum med sammanlagt 4,4 miljoner skyddsplatser.
Befolkningsskyddsarbetet intensifierades i Finland mot slutet av 1930-talet. 1939 års befolkningsskyddslag fastställde att skyddsrum skulle uppföras i byggnader. Formellt skulle regelrätta skyddsrum ha ventilationsapparater som var försedda med partikel- och gasfilter men i de allra flesta fall var inte skyddsrummen kompletta; dörrar och fönster öppnades för att vädra ut utrymmet då faran var över i väntan på nästa flyganfall. Dessa "bombskydd" skyddade i princip endast mot splitter. Efter krigen och på grund av påtryckningar från Sovjet avbröts byggandet av skyddsrum även om lagen förblev i kraft. År 1954 återinfördes skyddsrumskravet men dessa var i praktiken endast splitterskydd likt de från krigen. 1958 fick Finland ny befolkningsskyddslagstiftning och ny skyddsrumsstandard år 1959 som var anpassad för "atomkriget". Gasfiltrering frångicks och i stället skulle inkommande luft filtreras genom en sandbädd, ett s.k. sandfilter. Åren 1963-1971 uppfördes skyddsrum likt 1959 års standard men nu även med gasfilter och än kraftigare dörrar och ventiler. Utrustning såsom vattenkärl och torrtoaletter skulle finnas på plats redan i fredstid.
År 1971 började de första moderna skyddsrummen uppföras, enligt klasserna S1, S3 och S6 (talet anger hur många atmosfärers övertryck skyddsrummet skall tåla) där sandfilter inte mera används utan mer effektiva kombinationsfilter (likt förstorade filter som används till personliga skyddsmasker) där partiklar och gaser filtreras från den inkommande luften. De senaste filtrerar även industrigaser och inte enbart stridsgaser. En person skulle nu ha 0,75 m² till sitt förfogande mot 0,6 m² enligt tidigare bestämmelser.
1991 års räddningslag stipulerade att skyddsrum skulle uppföras i alla kommuner i landet och inte enbart i områden som klassats som sårbara (i praktiken större städer och vid kommunikationscentra), lätta skyddsrum av K-klassen infördes som ny standard och var ämnad för landsbygden (tunnare väggar, dvs. klenare strålskydd). Stora allmänna (eller kollektiva) skydd har uppförts i princip endast i Helsingfors, vanligen är skydden uppförda i samband med vanliga våningshus (bostads- och kontorshus) och ägs vanligen av enskilda bostadsaktiebolag (motsv. bostadsrätter). I mycket liten mån finns små "familjeskyddsrum" som är uppförda i villor och andra småhus. 2011 års räddningslag  lindrade kraven på när ett skyddsrum måste uppföras, från 600 m² till 1 200 m² för bostadshus men de måste fortfarande byggas i hela landet eftersom militärt våld mot landet finns fortfarande med som hotbild då det finska civilförsvaret planeras.

## Norge
I Norge finns ungefär 25 000 skyddsrum, med plats för ca 2,5 miljoner människor . Av dessa finns både privata och offentliga skyddsrum. Direktoratet for samfunnssikkerhet og beredskap (DSB) och norska civilförsvaret ansvarar för övervakning med både de offentliga och de privata skyddsrummen. Förste förordningen "Forskrift om tilfluktsrom" utkom i 1948, och sedan dess har det kommit flera uppdaterade versioner av denna förordning. Som följd av att rummen byggdes under olika versioner av förordningen varierar standarden på skyddsrummen. Stortinget har beslutat att existerande skyddsrum ska behållas.

## Schweiz
I Schweiz förstod man tidigt nödvändigheten av att anordna civila skyddsrum. Redan 1934 beslöts ett luftskyddsprogram med målet att kunna erbjuda en skyddsplats åt samtliga landets medborgare. Fram till slutet av andra världskriget anlades närmare 34 000 civila skyddsanläggningar. Dessa moderniserades under kalla krigets epok för att kunna motstå kärnvapenangrepp. Idag finns cirka 270 000 privata och 3 500 offentliga skyddsrum i Schweiz och 95 procent av landets invånare har tillgång till en skyddsrumsplats. En av de större anläggningarna är den 1,5 kilometer långa Sonnenbergtunnel i Luzern, som i en krissituation kan erbjuda 20 000 skyddsrumsplatser.

## Tyskland

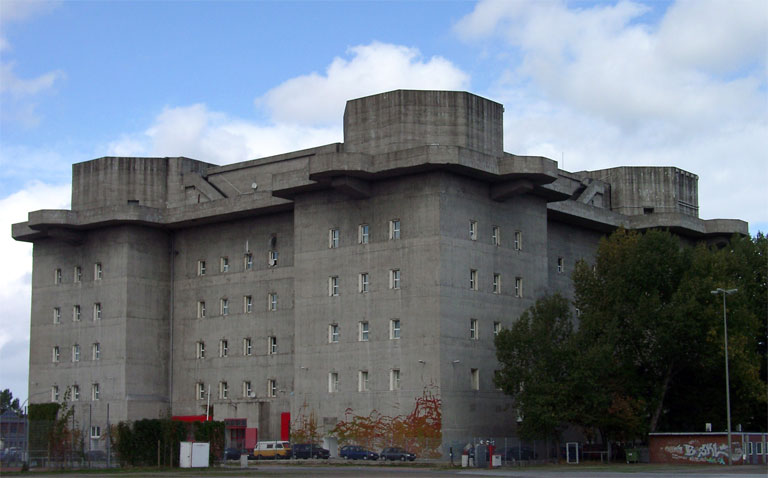
Hochbunker i Hamburg (Hamburger Flaktürme).

Under början av andra världskriget uppfördes stora mängder skyddsrum i Tyskland. Ledning för planering och bygget hade chefen för Luftwaffe,  Hermann Göring. 1941/42 byggdes de flesta luftskyddsrum som räddade många liv. Många av dessa anläggningar konstruerades som så kallade “Hochbunker” alltså flera våningar höga betongkolosser ovan jord, ibland med luftvärnsbatterier på taket. Ett exempel härför är en kvarvarande Hochbunker i Hamburg-St. Pauli. Den byggdes 1943-1943 och hör till Tysklands största uppförda skyddsrum ovan jord genom tiderna. Den mäter 75x75 meter, är 39 meter hög och erbjöd skydd för 18 000 personer. Efter kriget nyttjades Hochbunkern civilt, då kompletterades fasaderna med fönster.
I efterkrigstidens Tyskland byggdes befolkningsskyddsrum sedan 1960-talet, till exempel i samband med tunnelbanan eller parkeringshus under jord. Man återställde även tunnelsystem från andra världskriget och moderniserade dessa för att passa som civilskydd. Anläggningarna från kalla krigets tid var avsedda att skydda mot kärnvapenangrepp, men kan idag även nyttjas vid nödsituationer som naturkatastrofer, kemi- eller kärnkraftsolyckor. Förbundsrepublikens delstater hanterar frågan om skyddsrumsplatser för allmänheten olika. Generellt kan dock sägas att det saknas många platser. Exempelvis existerar för Berlins  3,39 miljoner invånare bara 27 000 skyddsrumsplatser. I Tyskland framhåller man Schweiz och Sverige som föredömliga länder med ett mycket stort antal skyddsrumsplatser för sina medborgare.